# Nanorana annandalii
Nanorana annandalii är en groddjursart som först beskrevs av George Albert Boulenger 1920.  Nanorana annandalii ingår i släktet Nanorana och familjen Dicroglossidae. IUCN kategoriserar arten globalt som nära hotad. Inga underarter finns listade i Catalogue of Life.